# Onesia caerulea
Onesia caerulea är en tvåvingeart som först beskrevs av Robineau-desvoidy 1830.  Onesia caerulea ingår i släktet Onesia och familjen spyflugor.
Artens utbredningsområde är Frankrike. Inga underarter finns listade i Catalogue of Life.